# Моти Гилади
Мордекај „Моти” Гилади (хебр. מוטי ”מרדכי„ גלעדי, романизовано Mordechai Moti Giladi; Хајфа, 18. децембар 1946) израелска је позоришни и филмски глумац, композитор и певач. 
Музиком је почео да се бави током служења војног рока у Војсци Израела где је као члан војничке музичке групе играо у неколико мјузикла. По окончању војног рока објављује први студијски албум (1969), а годину дана касније игра једну од главних улога у израелском филму Lupo! Менахема Голана. Потом одлази у Сједињене Државе где студира позоришну, филмску и пластичну уметност на Квинс колеџу у Њујорку. По повратку у домовину започиње своју телевизијску каријери у емисијама хумористичког карактера. 
Заједно са Сарај Цуриел представљао је Израел на Евросонгу у Бергену 1986. са песмом Yavo Yom (у преводу Доћи ће дан) која је са свега 7 освојених бодова заузела претпоследње, 19. место. Био је то уједно и најлошији пласман Израела, на том фестивалу, у дотадашњој историји учешћа. 
Породична драма Me'ever Layam из 1991. у којој је глумио једну од главних улога, донела му је признање за најбољег глумца те године.